# Округи Албанії

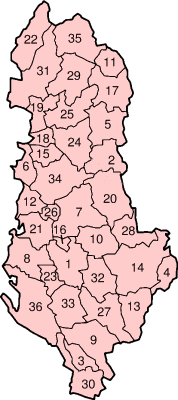
Райони Албанії з 1991 р. до 2000 р.

Райони (алб. rrethe) — географічні підрозділи Албанії, які функціонували у період 1913-2000 рр.  У період з 1991 р. до 2000 р. Албанія була поділена на 36 районів, які були згруповані в 12 префектур або округів. 
31 липня 2000 року, згідно із Законом № 8653, райони були скасовані як адміністративні одиниці, замінено 12 новоутвореними графствами (qark) як другий рівень адміністративного поділу в Албанії. 
Вони були:
| 1. Берат 2. Булкізе 3. Дельвіна 4. Деволл 5. Дібра 6. Дуррес 7. Ельбасан 8. Фіра 9. Гирокастра 10. Грамші 11. Хас 12. Кавая | 13. Колонья 14. Корча 15. Круя 16. Кучова 17. Кукес 18. Курбін 19. Лежа 20. Лібражд 21. Люшня 22. Малесія-е-Маді 23. Малакастра 24. Мат | 25. Мірдіта 26. Пекіні 27. Пермет 28. Поградец 29. Пука 30. Саранда 31. Шкодер 32. Скрапар 33. Тепелєна 34. Тирана 35. Тропоя 36. Вльора |

## Історія

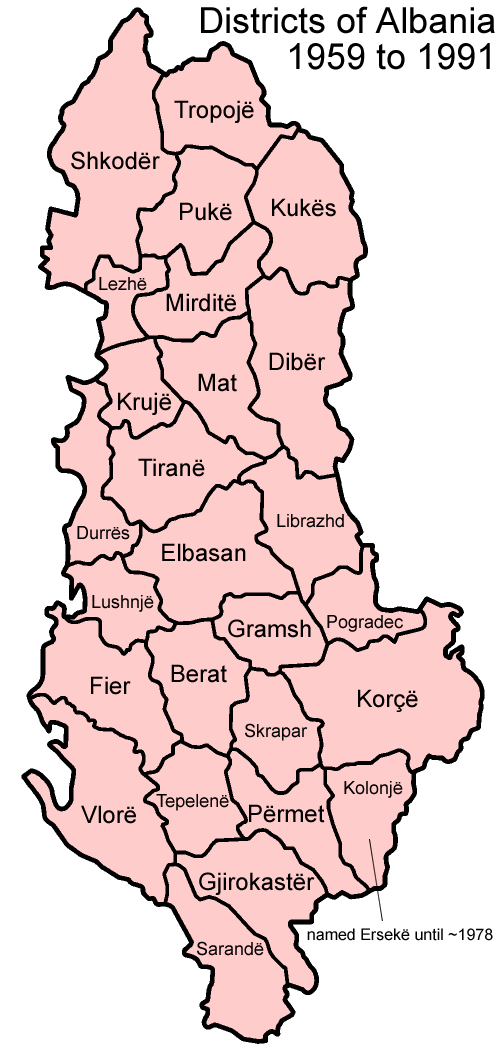
Райони Албанії у 1959-1991 рр.

Протягом 1920-х років Албанія мала 39 районів, а потім 26 у 1939 році. З 1959 по 1991 рік Албанія була організована у 26 районів. У 1991 р. було додано ще десять районів: Булкізе (раніше під Дибером), Дельвіна (Вльора), Деволл (Корча), Хас (Кукес), Каває (Дуррес), Кучова (Берат), Курбін (Круя), Малесі е Маде (Шкодра) ), Маллакастер (Фієр) та Пекін (Елбасан). У 1978 році район Ерсека було перейменовано на Колонья. У 2000 р. Райони стали неіснуючими, і їх замінили округи. 
Алфавітний список 26 районів, що існували з 1959-1991 рр .:
Берат, Дібер, Дуррес, Ельбасан, Фіра, Гирокастра, Грамші,  Колонья, Корча, Круя, Кукес, Лежа, Лібражд, Люшня, Мат, Мірдіта, Перметі, Поградец, Пука, Саранда, Шкодер, Скрапар, Тепелєна, Тирана, Тропоя, Вльора